# (29906) 1999 HF12
A (29906) 1999 HF12 a Naprendszer kisbolygóövében található aszteroida. A LINEAR projekt keretében fedezték fel 1999. április 16-án.